# We Don’t Need to Whisper
We Don’t Need to Whisper ist das Debütalbum der amerikanischen Alternative-Rock-Band Angels & Airwaves.
Es erschien 2006, ein Jahr nachdem sich Blink-182 in einen Hiatus begeben hatten. Das Album verkaufte sich mehr als 800.000 mal und die erste Singleauskopplung The Adventure gewann den Song of the Year 2006 Award bei den San Diego Awards.

## Produktion
Das Album stellt ein Konzeptalbum dar, in der jeder Song um das Suchen und Finden wahrer Liebe während Kriegszeiten handelt. Als eine thematische Fortsetzung kann das folgende Album I-Empire angesehen werden.
Die Songs auf We Don't Need to Whisper wurden während einer Blink-182-Tour im Jahr 2004 geschrieben. Als DeLonge im Februar 2005 Blink-182 verließ, produzierte er mehrere Demos mit Songs für das Album. Das Album wurde ab dem Jahr 2005 von DeLonge und seiner neuen Band in seinem Heimstudio produziert.

## Verkauf
Das Album wurde in Nordamerika, Australien und Großbritannien verkauft. Es erhielt den Goldstatus in Kanada, nachdem das Album innerhalb von 3 Tagen 50.000 mal verkauft wurde. Außerdem erreichte das Album den Silberstatus in Großbritannien. Allein durch eine große Vorverkaufswelle verkaufte sich das Album in den USA rund 126.000 mal. Im August zählte man allein in den USA 550.000 verkaufte Alben. Weltweit verkaufte sich das Album über 800.000 mal.

## Titelliste
Alle Titel wurden von Tom DeLonge geschrieben.
- 1. "Valkyrie Missile" – 6:39
- 2. "Distraction" – 5:36
- 3. "Do It for Me Now" – 4:33
- 4. "The Adventure" – 5:12
- 5. "A Little's Enough" – 4:45
- 6. "The War" – 5:07
- 7. "The Gift" – 5:02
- 8. "It Hurts" – 4:14
- 9. "Good Day" – 4:30
- 10. "Start the Machine" – 4:11
- 11. "Do It for Me Now" (internationaler Bonus-Track; Live-Mitschnitt von Fuse 7th Avenue Drop)

### Single-Auskopplungen
- The Adventure (8. Mai 2006; 7. Juli 2006 in Deutschland)
- Do It for Me Now (10. Juli 2006)
- It Hurts (27. Juli 2006, Großbritannien)
- The War (15. Dezember 2006)

## Trivia
- Das Cover des Albums zeigt eine Erde, die sich in einem Würfel befindet. Dies soll die Wiedergeburt Tom DeLonges widerspiegeln.
- Die DVD "Start the Machine" dokumentiert u. a. die Aufnahme des Albums.
- Am Ende des Songs "It Hurts" ist leise "We Don't Need to Whisper" zu hören.
- Das Video zu "The Adventure" wurde in derselben Gegend wie "First Date" (einer der kommerziell erfolgreichsten Hits von Blink-182) gedreht.